# 2676 Aarhus
2676 Aarhus è un asteroide della fascia principale. Scoperto nel 1933, presenta un'orbita caratterizzata da un semiasse maggiore pari a 2,4038111 au e da un'eccentricità di 0,1266637, inclinata di 4,55896° rispetto all'eclittica.
L'asteroide è dedicato all'omonima città danese.